# Karatschyniw
Karatschyniw (ukrainisch Карачинів; russisch Карачинов Karatschinow, polnisch Karaczynów, früher Kroczonów) ist ein Dorf in der westukrainischen Oblast Lwiw mit etwa 720 Einwohnern.
Am 12. Juni 2020 wurde das Dorf ein Teil neu gegründeten Siedlungsgemeinde Iwano-Frankowe im Rajon Jaworiw; bis dahin gehörte es zusammen mit den Dörfern Palanky (Паланки) und Soluky (Солуки) die Landratsgemeinde Woroziw (Вороцівська сільська рада/Woroziwska silska rada).

## Geschichte
Der Ort wurde im Jahre 1492 als Croczonow und später als Kroczanow (1515), Karaczenow (1578), Karaczynow (1661–1665) urkundlich erwähnt. Der Name ist possessiv abgeleitet vom Wort kрoчeн (polnisch Kroczon, von kroczyć – schreiten).
Er gehörte zunächst zum Lemberger Land in der Woiwodschaft Ruthenien der Adelsrepublik Polen-Litauen. Bei der Ersten Teilung Polens kam das Dorf 1772 zum neuen Königreich Galizien und Lodomerien des habsburgischen Kaiserreichs (ab 1804).

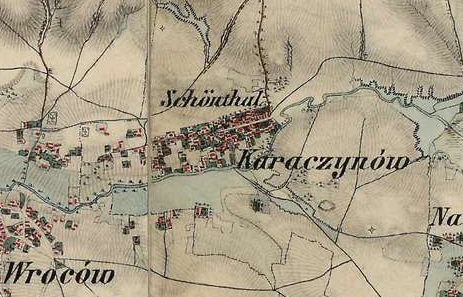
Karaczynów und Schönthal auf der Franziszeischen Landesaufnahme um die Mitte des 19. Jahrhunderts

Im Jahre 1900 hatte die Gemeinde Karaczynów 113 Häuser mit 748 Einwohnern, davon waren 443 ruthenischsprachig, 255 deutschsprachig, 50 polnischsprachig, 433 griechisch-katholisch, 52 römisch-katholisch, 38 Juden, 225 anderen Glaubens.
Nach dem Ende des Polnisch-Ukrainischen Kriegs 1919 kam die Gemeinde zu Polen. Im Jahre 1921 hatte sie 117 Häuser mit 715 Einwohnern, davon waren 636 Polen, 56 Ruthenen (Ukrainer), 11 Deutschen, 12 Juden (Nationalität), 545 griechisch-katholisch, 47 römisch-katholisch, 79 evangelisch, 44 Juden (Religion)
Im Zweiten Weltkrieg gehörte der Ort zuerst zur Sowjetunion und ab 1941 zum Generalgouvernement, ab 1945 wieder zur Sowjetunion, heute zur Ukraine.

### Schönthal
Im Jahre 1785 im Zuge der Josephinischen Kolonisation wurden auf dem Grund des Dorfes deutsche Kolonisten lutherischer Konfession angesiedelt. Die Kolonie wurde Schönthal genannt und wurde eine unabhängige Gemeinde. Die Protestanten gründeten im Jahre 1786 eine Filialgemeinde der Pfarrgemeinde Lemberg in der Evangelischen Superintendentur A. B. Galizien. Mehrere Familien, die sich damals in Schönthal ansiedelten, stammten aus Merxheim in der Pfalz.
Im Jahre 1900 hatte die Gemeinde Schönthal 32 Häuser mit 217 Einwohnern, davon waren 176 deutschsprachig, 34 ruthenischsprachig, 7 polnischsprachig, 30 griechisch-katholisch, 5 römisch-katholisch, 6 Juden, 176 anderen Glaubens.
Im Jahre 1921 hatte die Gemeinde Schönthal 32 Häuser mit 209 Einwohnern, davon waren alle Polen, 110 evangelisch, 70 griechisch-katholisch, 20 römisch-katholisch, 9 Juden.
Am 11. März 1939 wurde der Name Schönthal auf Uroczysko geändert.